# 〆谷浩斗
〆谷 浩斗（しめたに ひろと、1960年2月28日 - ）は、テレビディレクター・スーパーバイザー。
株式会社メディアシード所属。元日本テレビ放送網の関連会社NTV映像センターのディレクターで、『進め!電波少年』のユーラシア大陸横断ヒッチハイクの同行ディレクターとして知られる。
和歌山県（東京都とも）出身。血液型B型。

## 人物
日本大学農獣医学部卒。IVSテレビ制作入社。ディレクター時代に『進め!電波少年』を担当し、司会の松村邦洋をはじめ出演者から鬼と恐れられるほどの厳格な存在だった。放送業界で出演者やスタッフに対する厳しさはトップクラスであり、加賀まりこが「愛のムチよ。逆に愛情があるからそういうこと言うのよ。」と特別番組で称賛していたほどである。なお、同番組の「Tプロデューサー」こと土屋敏男とは元々『元気が出るテレビ』で知り合った関係である。
電波少年的放送局ではホームレスを担当していた。
テリー伊藤の弟子筋であり、傾向としては過激な内容の番組に関わることが多い。

## 担当番組

### 現在の担当番組
- ロンドンハーツ（テレビ朝日） - ブレーン

### 過去の担当番組
- 大竹まことのただいま!PCランド（テレビ東京） - ディレクター
- 電波少年シリーズ（猿岩石ヒッチハイクに同行、15少女漂流記etc...）
- 1億人の大質問!?笑ってコラえて!（日本テレビ）
- 運命の瞬間スペシャル（フジテレビ、2002年12月26日放送）
- 検定ジャポン（フジテレビ） - 監修
- 100日劇場（日本テレビ） - 企画・監修
- 火曜エンタテイメント!　あす行ける! 東京衝撃スポット 〜魅惑の(裏)名所めぐり〜（テレビ東京） - 構成
- 浜田探検部（日本テレビ） - 監修
- ニッポン インポッシブル（フジテレビ） - 監修
- (株)世界衝撃映像社（フジテレビ） - 監修
- テレビシャカイ実験 あすなろラボ（フジテレビ） - 監修
- 世界の子供がSOS!THE★仕事人バンク マチャアキJAPAN（ABC） - 総合演出

## 出演番組
- A女E女（1998年、フジテレビ）
  - 「番組存続国民投票編」で番組継続について賛成の立場からVTR出演し、コメントを語った。
- 虎の門（テレビ朝日） - 朝まで生どっち ゲスト
  - 「山崎邦正と出川哲朗どっちが上か」（2001年4月6日（金））[2]
- ニュース探究ラジオ Dig（TBSラジオ） - ゲスト
  - 「子どもに見せたくない番組について考える」（2011年5月20日（金）） - 出演冒頭で、アナウンサー（水野真裕美）がこのWikipediaの記事の#人物を読みながら、〆谷に事実確認をした。